# Kendall Grove
Kendall Grove (Wailuku, 11 de dezembro de 1982) é um lutador americano de artes marciais mistas, atualmente compete no Peso Médio do Bellator MMA. Ele foi participante do The Ultimate Fighter: Team Ortiz vs. Team Shamrock da Spike TV.

## Começo da Vida
Grove nasceu em Wailuku, Maui, Hawaii e se formou na Baldwin High School em Wailuku, Hawaii, onde ele foi wrestler no ensino médio. Grove tem uma herança étnica mista de linhagens havaianas, samoanas e americanas. Ele ficou em sexto no estado do Hawaii na competição Xtreme Horseshoeing de 2003.

## Carreira no MMA
Enquanto estava no The Ultimate Fighter 3, Grove trainou com Tito Ortiz, e venceu a luta preliminar contra Ross Pointon por finalização e na semifinal derrotou Kalib Starnes por finalização após uma lesão na costela sofrida por Starnes durante a luta, gerando uma finalização verbal. Ele derrotou Ed Herman na final por decisão unânime no The Ultimate Fighter: Team Ortiz vs. Team Shamrock Finale, ganhando um contrato de seis dígitos.

### Ultimate Fighting Championship
Em sua primeira luta após o show em 10 de Outubro de 2006, Grove derrotou o então invicto Chris Price por finalização (cotoveladas) no primeiro round no Ortiz vs. Shamrock 3: The Final Chapter.
Após a gravação da série, Grove foi convidado para treinar com Ortiz, na Team Punishment e treinou com Ortiz e com muitos de seus companheiros de equipe do The Ultimate Fighter 3 na academia de Ortiz em Big Bear City, California. Ele treinou com a equipe de Randy Couture, a Xtreme Couture. Desde sua derrota para Jorge Rivera, ele voltou para o Hawaii e treinou com seu amigo BJ Penn.
Em sua luta seguinte no UFC 69 ele enfrentou o prospecto Alan Belcher. Após um primeiro round equilibrado, Grove voltou mais forte no segundo round. Grove abalou Belcher com socos e cotoveladas no clinch. Com apenas dois minutos restantes no round, Grove assegurou uma queda. Como Belcher tentou escapar, Grove encaixou uma d'arce choke, deixando Belcher inconsciente e dando a Grove a vitóira por finalização técnica aos 4:42 do segundo round.
No UFC 74, Grove enfrentou o veterano do UFC Patrick Côté. Côté derrotou Grove por nocaute técnico no primeiro round. Grove experienciou sua segunda derrota seguida no UFC 80 para Jorge Rivera, perdendo por nocaute aos 1:20 do primeiro round.
Grove enfrentou Evan Tanner no The Ultimate Fighter: Team Rampage vs. Team Forrest Finale em 21 de Junho de 2008. A luta viu Grove fazer Tanner sangrar e frustar o ex-Campeão Peso Médio, interrompendo suas quedas e voltando em pé rapidamente quando era derrubado. Grove venceu por decisão dividida para quebrar sua sequencia de duas derrotas seguidas.
Grove então derrotou Jason Day por nocaute técnico no UFC 96. Em sua próxima aparição no UFC 101, Grove perdeu para Ricardo Almeida por decisão unânime.
No UFC 106 Grove derrotou Jake Rosholt com um triângulo no primeiro round.
Grove em seguida enfrentou o prospecto Mark Muñoz no UFC 112 em uma luta que ganhou o prêmio de Luta da Noite. Após um primeiro round bem-sucedido quase finalizando diversas vezes, Grove perdeu por nocaute técnico aos 2:50 no segundo round.
Grove enfrentou Goran Reljic em 3 de Julho de 2010, no UFC 116. Grove venceu por decisão dividida.
Grove em seguida enfrentou Demian Maia em 4 de Dezembro de 2010, no The Ultimate Fighter: Team GSP vs. Team Koscheck Finale. Grove perude a luta por decisão unânime.
Grove enfrentou Tim Boetsch em 28 de Maio de 2011 no UFC 130 e perdeu por decisão unânime.
Em 17 de Junho de 2011, Grove anunciou em seu Facebook que havia sido demitido do UFC, junto com o meio médio Chuck O'Neil. Ele se tornou o terceiro vencedor do Ultimate Fighter a ser demitido seguido do vencedor da Oitava Temporada Efrain Escudero, e da Quarta Travis Lutter.

### ProElite
Grove enfrentou Joe Riggs no ProElite 1, essa foi uma revanche de um encontro anterior no Rumble on the Rock 5, luta que Riggs venceu. Grove venceu com uma guilhotina em 59 segundos do primeiro round.
Grove enfrentou Ikuhisa Minowa no ProElite 3 em 21 de Janeiro de 2012. Ele venceu a luta por decisão unânime.

### Promoções Independentes
Grove fez o evento principal contra Jay Silva em 16 de Fevereiro em Las Vegas, Nevada. Grove perdeu por finalização no segundo round.
A luta seguinte de Grove foi contra o invicto Derek Brunson pelo Título Peso Médio do ShoFight. Grove venceu por decisão dividida.
Grove em seguida enfrentou Ariel Gandulla em Victoria, Canadá no Aggression Fighting Championship 13 em 3 de Novembro de 2012. Grove derrotou Gandulla por nocaute técnico no segundo round.

### KSW
Em 1 de Dezembro de 2012, Grove enfrentou Mamed Khalidov no KSW 21 na Polônia. Ele perdeu por finalização no segundo round.
Em 8 de Junho de 2013, ele enfrentou Michał Materla, pelo Título Peso Médio do KSW e perdeu por decisão unânime.

### Bellator MMA
Grove fez sua estréia promocional no Bellator 104 em 18 de Outubro de 2013 com uma decisão unânime sobre Joe Vedepo.
Em 2014, Grove entrou para o Torneio de Médios da 10ª Temporada de Médios do Bellator. Ele enfrentou Brett Cooper no Bellator 114 em 28 de Março de 2014. Ele perdeu a luta por nocaute no segundo round.
Grove enfrentou o ex-Campeão Meio Pesado do Bellator Christian M'Pumbu e venceu por finalização com um mata leão no segundo round.
A luta seguinte de Grove seria desafiando o Cinturão Peso Médio do Bellator contra o campeão Brandon Halsey em 15 de Maio de 2015 no Bellator 137. No entanto, Halsey não bateu o peso, então a luta não valeu pelo cinturão. Porém, a organização afirmou que se Grove vencesse se tornaria o campeão. Ele foi derrotado por nocaute técnico no quarto round.

## Vida Pessoal
Kendall nasceu com uma deformação no peito chamada pectus carinatum. Grove teve uma filha com sua ex-namorada em Julho de 2008. Kendall abriu sua própria academia chamada I & I Training Center em sua cidade natal Wailuku, Maui. Grove e sua esposa Anna tem três filhos juntos, uma filha, em Abril de 2011 e gêmeas em 2013. Eles se casaram em 1 de Julho de 2011. Grove ganhou dois enteados após o casamento.
Seu irmão, Chad Kauha'aha'a, é assistente técnico da equipe de futebol Wisconsin Badgers.

## Prêmios
- Ultimate Fighting Championship
  - Vencedor do The Ultimate Fighter 3
  - Luta da Noite (Duas vezes)
  - Nocaute da Noite (Uma vez)
- ShoFight
  - Título Peso Médio do ShoFight (Uma vez, Atual)

## Cartel no MMA
| Cartel no MMA   |             |             |
| 37 lutas        | 21 vitórias | 15 derrotas |
| Por nocaute     | 5           | 7           |
| Por finalização | 10          | 3           |
| Por decisão     | 6           | 5           |
| No contest      | 1           | 1           |

| Res.    | Cartel    | Oponente          | Método                                   | Evento                                  | Data       | Round | Tempo | Local                      | Notas                                            |
| ------- | --------- | ----------------- | ---------------------------------------- | --------------------------------------- | ---------- | ----- | ----- | -------------------------- | ------------------------------------------------ |
| Derrota | 21-15 (1) | Brandon Halsey    | TKO (socos)                              | Bellator 137                            | 15/05/2015 | 4     | 2:25  | Temecula, California       | Peso Casado (188 lbs).                           |
| Vitória | 21-14 (1) | Christian M'Pumbu | Finalização (mata leão)                  | Bellator 127                            | 03/10/2014 | 2     | 4:14  | Temecula, California       |                                                  |
| Derrota | 20–14 (1) | Brett Cooper      | Nocaute (socos)                          | Bellator 114                            | 28/03/2014 | 2     | 3:33  | West Valley City, Utah     | Semifinal do Torneio de Médios da 10ª Temporada. |
| Vitória | 20–13 (1) | Joe Vedepo        | Decisão (unânime)                        | Bellator 104                            | 18/10/2013 | 3     | 5:00  | Cedar Rapids, Iowa         | Estréia no Bellator.                             |
| Vitória | 19–13 (1) | Danny Mitchell    | TKO (socos)                              | GWC - The British Invasion: US vs. UK   | 29/06/2013 | 1     | 4:53  | Kansas City, Missouri      |                                                  |
| Derrota | 18–13 (1) | Michal Materla    | Decisão (unânime)                        | KSW 23                                  | 08/06/2013 | 4     | 5:00  | Gdansk                     | Pelo Título Peso Médio do KSW.                   |
| Derrota | 18–12 (1) | Jesse Taylor      | Decisão (unânime)                        | K-Oz Entertainment - Bragging Rights 5  | 23/02/2013 | 5     | 5:00  | Perth, Western Australia   | Pelo Título Peso Médio do K-Oz.                  |
| Derrota | 18–11 (1) | Mamed Khalidov    | Finalização (chave de aquiles)           | KSW 21                                  | 01/12/2012 | 2     | 1:31  | Warsaw                     |                                                  |
| Vitória | 18–10 (1) | Chris Cisneros    | TKO (socos)                              | RWE: Just Scrap 3                       | 10/11/2012 | 2     | 4:30  | Maui, Hawaii               |                                                  |
| Vitória | 17–10 (1) | Ariel Gandulla    | TKO (socos)                              | AFC 13: Natural Selection               | 03/11/2012 | 2     | 4:45  | Victoria, British Columbia |                                                  |
| Vitória | 16–10 (1) | Joe Cronin        | Finalização (d'arce choke)               | RWE: Just Scrap 2                       | 08/09/2012 | 1     | 1:20  | Lahaina, Hawaii            |                                                  |
| Vitória | 15–10 (1) | Derek Brunson     | Decisão (dividida)                       | ShoFight 20                             | 16/06/2012 | 3     | 5:00  | Springfield, Missouri      | Ganhou o Título Peso Médio do ShoFight.          |
| Derrota | 14–10 (1) | Jay Silva         | Finalização Técnica (triângulo de braço) | Superior Cage Combat 4                  | 16/02/2012 | 2     | 1:52  | Las Vegas, Nevada          |                                                  |
| Vitória | 14–9 (1)  | Ikuhisa Minowa    | Decisão (unânime)                        | ProElite 3                              | 21/01/2012 | 3     | 5:00  | Honolulu, Hawaii           |                                                  |
| Vitória | 13–9 (1)  | Joe Riggs         | Finalização (guilhotina em pé)           | ProElite: Arlovski vs. Lopez            | 27/08/2011 | 1     | 0:59  | Honolulu, Hawaii           |                                                  |
| Derrota | 12–9 (1)  | Tim Boetsch       | Decisão (unânime)                        | UFC 130: Rampage vs. Hamill             | 28/05/2011 | 3     | 5:00  | Las Vegas, Nevada          |                                                  |
| Derrota | 12–8 (1)  | Demian Maia       | Decisão (unânime)                        | The Ultimate Fighter 12 Finale          | 04/12/2010 | 3     | 5:00  | Las Vegas, Nevada          |                                                  |
| Vitória | 12–7 (1)  | Goran Reljić      | Decisão (dividida)                       | UFC 116: Lesnar vs. Carwin              | 03/07/2010 | 3     | 5:00  | Las Vegas, Nevada          |                                                  |
| Derrota | 11–7 (1)  | Mark Muñoz        | TKO (socos)                              | UFC 112: Invincible                     | 10/04/2010 | 2     | 2:50  | Abu Dhabi                  | Luta da Noite.                                   |
| Vitória | 11–6 (1)  | Jake Rosholt      | Finalização (triângulo)                  | UFC 106: Ortiz vs. Griffin II           | 21/11/2009 | 1     | 3:59  | Las Vegas, Nevada          |                                                  |
| Derrota | 10–6 (1)  | Ricardo Almeida   | Decisão (unânime)                        | UFC 101: Declaration                    | 08/08/2009 | 3     | 5:00  | Philadelphia, Pennsylvania |                                                  |
| Vitória | 10–5 (1)  | Jason Day         | TKO (socos & cotoveladas)                | UFC 96: Jackson vs. Jardine             | 07/03/2009 | 1     | 1:32  | Columbus, Ohio             |                                                  |
| Vitória | 9–5 (1)   | Evan Tanner       | Decisão (dividida)                       | The Ultimate Fighter 7 Finale           | 21/06/2008 | 3     | 5:00  | Las Vegas, Nevada          |                                                  |
| Derrota | 8–5 (1)   | Jorge Rivera      | Nocaute (socos)                          | UFC 80: Rapid Fire                      | 19/01/2008 | 1     | 1:20  | Newcastle upon Tyne        |                                                  |
| Derrota | 8–4 (1)   | Patrick Côté      | TKO (socos)                              | UFC 74: Respect                         | 25/08/2007 | 1     | 4:45  | Las Vegas, Nevada          |                                                  |
| Vitória | 8–3 (1)   | Alan Belcher      | Finalização (d'arce choke)               | UFC 69: Shootout                        | 07/04/2007 | 2     | 4:42  | Houston, Texas             | Finalização da Noite.                            |
| Vitória | 7–3 (1)   | Chris Price       | Finalização (cotoveladas)                | Ortiz vs. Shamrock 3: The Final Chapter | 10/10/2006 | 1     | 3:59  | Hollywood, Florida         |                                                  |
| Vitória | 6–3 (1)   | Ed Herman         | Decisão (unânime)                        | The Ultimate Fighter 3 Finale           | 24/06/2006 | 3     | 5:00  | Las Vegas, Nevada          | Ganhou o TUF 3 no Peso Médio; Luta da Noite.     |
| Vitória | 5–3 (1)   | Jay Carter        | Finalização (triângulo)                  | Rumble on the Rock: Showdown in Maui    | 07/10/2005 | 1     | 3:25  | Maui, Hawaii               |                                                  |
| Derrota | 4–3 (1)   | Hector Ramirez    | Nocaute (soco)                           | King of the Cage: Mortal Sins           | 07/05/2005 | 1     | 1:08  | Primm, Nevada              | Lutou no Meio Pesado.                            |
| Vitória | 4–2 (1)   | Matt Gidney       | Finalização (mata leão)                  | Total Combat 8                          | 02/04/2005 | 1     | 2:28  | Tijuana                    |                                                  |
| Derrota | 3–2 (1)   | Savant Young      | Finalização Técnica (guilhotina)         | Lockdown in Paradise 1                  | 19/03/2005 | 1     | 2:00  | Lahaina, Hawaii            | Peso Casado 192 lb ; Grove não bateu o peso      |
| Vitória | 3–1 (1)   | Matt Hendricks    | TKO                                      | Total Combat 7                          | 29/01/2005 | 2     | N/A   | Tijuana                    |                                                  |
| NC      | 2–1 (1)   | Ricky Gunz        | Sem Resultado                            | Total Combat 6                          | 24/10/2004 | 1     | N/A   | Tijuana                    |                                                  |
| Derrota | 2–1       | Joe Riggs         | Nocaute (cotoveladas)                    | Rumble on the Rock 5                    | 07/05/2004 | 1     | 3:09  | Honolulu, Hawaii           |                                                  |
| Vitória | 2–0       | Kaipo Kalama      | Finalização (mata leão)                  | SuperBrawl 34                           | 28/03/2004 | 2     | 3:16  | Wailuku, Hawaii            |                                                  |
| Vitória | 1–0       | Tripstin Kersiano | Finalização (triângulo)                  | KFC 3: Island Pride                     | 27/07/2003 | 1     | 2:04  | Wailuku, Hawaii            |                                                  |